# Curso público

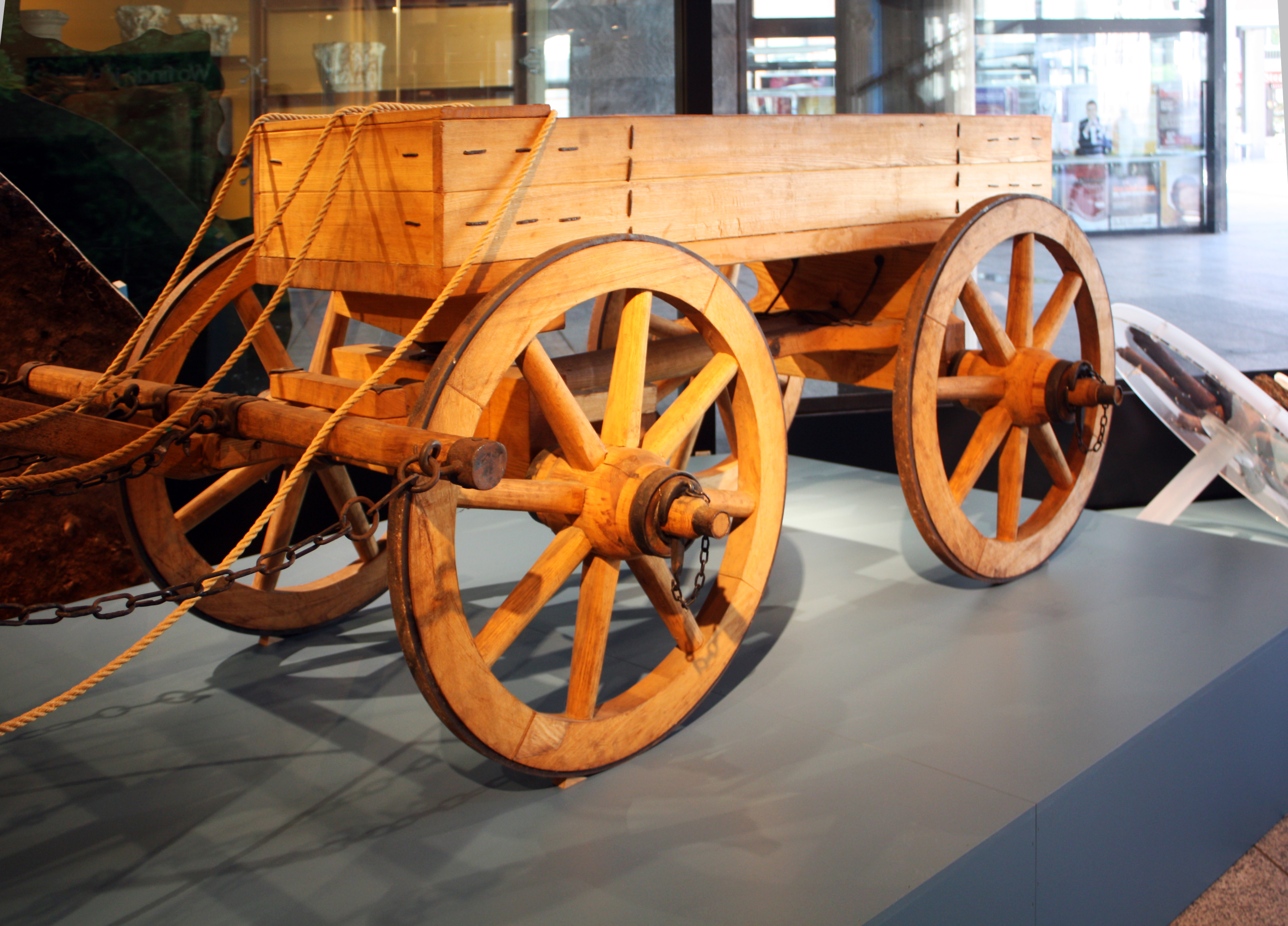
Reconstituição de uma carroça romana utilizada no transporte de correio

O curso público (em latim: cursus publicus), por vezes denominado veiculação (vehiculatio), foi o serviço de correio imperial que assegurava o transporte de encomendas e documentos oficiais e administrativos no Império Romano. O serviço foi fundado durante o reinado de Augusto (r. 27 a.C.-14 d.C.) e funcionava graças a uma série de estações de serviço ao longo das estradas romanas denominadas mansões. Nestes estabelecimentos, os funcionários podiam repousar durante a noite e dispunham de espaços para armazenamento do correio, estalagem, animais e reparação de veículos. A rede do serviço pode ser observada na Tabula Peutingeriana.